# Jorge Chula
Jorge Miguel Feijoca Chula (Benavente, 13 febbraio 1990) è un allenatore di calcio ed ex calciatore portoghese, di ruolo attaccante.

## Carriera
Ha giocato nella massima serie dei campionati olandese, portoghese, lituano ed armeno.